# Jana Sue Memel
Jana Sue Memel (* 7. März 1955 in Los Angeles) ist eine US-amerikanische Filmproduzentin, die zweimal den Oscar in der Kategorie „Bester Kurzfilm“ erhielt.

## Leben
Jana Sue Memel, die bisher mehr als 70 Filme und Kurzfilme produzierte, gewann bei der Oscarverleihung 1988 zusammen mit Jonathan Sanger ihren ersten Oscar in der Kategorie „Bester Kurzfilm“ mit der Kurzfilmkomödie Ray’s Male Heterosexual Dance Hall (1987).
Zwei weitere Nominierungen in dieser Kategorie erhielt sie 1993 zusammen mit Jonathan Darby für Contact (1992), einer Geschichte über zwei Soldaten verschiedener Nationen, die miteinander kooperieren müssen sowie 1994 zusammen mit Peter Weller für Partners (1993), einen fürs Fernsehen produzierten Kurzfilm, in dem der Juniorpartner einer Anwaltskanzlei herausfindet, dass die Frau eines sehr wichtigen Kunden seine ehemalige Freundin aus dem College ist.
Bei der Oscarverleihung 1996 wurde Memel mit ihrem zweiten Oscar in der Kategorie „Bester Kurzfilm“ ausgezeichnet, diesmal zusammen mit Christine Lahti für die Liebesgeschichte Lieberman in Love.
Weitere von Memel produzierte Filme waren unter anderem die Filmkomödie Archie und Harry – Sie können’s nicht lassen (1986) mit Burt Lancaster und Kirk Douglas, der Kurzfilm Session Man (1991), die schwarze Komödie Liebling, hältst Du mal die Axt? (1993), der Sci-Fi-Kurzfilm 12:01 PM (1993), ein weiterer Kurzfilm Duke of Groove (1996) und der Jugend-Ringerfilm Der große Kampf (2004). Sie selbst drehte als Filmregisseurin lediglich drei Filme: das Action-Drama Champion (2000), ein Segment des Episodenfilms Random – Nichts ist wie es scheint (2001) und den Dokumentar-Kurzfilm You Can Do This Parents (2016).

## Einzelnachweis
1. ↑  Jana Sue Memel auf californiabirthindex.org

| Personendaten    | Personendaten                                |
| ---------------- | -------------------------------------------- |
| NAME             | Memel, Jana Sue                              |
| KURZBESCHREIBUNG | US-amerikanische Filmproduzentin             |
| GEBURTSDATUM     | 7. März 1955                                 |
| GEBURTSORT       | Los Angeles, Kalifornien, Vereinigte Staaten |